# Ledeltheater
Het Ledeltheater in het Zeeuws-Vlaamse Oostburg is een streektheater met nog veel authentieke jaren 1950 elementen. Het huidige theater heeft twee zalen. De grote zaal heeft 400 stoelen en een theaterpodium. De Rabozaal heeft minder stoelen en kan flexibel ingericht worden.
Het theater brengt een gevarieerd programma met landelijke artiesten en plaatselijk talent als Jacco Ricardo, toneelvereniging de Plattelanders en de Koninklijke Muziekvereniging Veronica. De theaterzaal wordt tevens gebruikt als filmzaal.
In het theater is bovendien een artotheek en een VVV-post gevestigd. 

## Naamgeving
Het Ledeltheater heeft zijn naam ontleend aan kolonel Joseph Ledel onder wiens leiding Zeeuws-Vlaanderen werd verdedigd tegen aanvallen van de Zuidelijke Nederlanden tijdens de Tiendaagse Veldtocht in 1831. Kolonel Ledels voornaamste wapenfeiten vonden plaats rondom Oostburg. Mede door hem bleef Zeeuws-Vlaanderen deel uitmaken van Nederland.
Ook het plein waar het Ledeltheater aan ligt is naar hem vernoemd.

## Geschiedenis
Oorlogsgeweld verwoestte in 1944 het gehele centrum van Oostburg. Ook het toenmalige theater, dat was gehuisvest in de oude RK kerk, overleefde de strijd om de bevrijding van West-Zeeuws-Vlaanderen niet. In 1946 werd een noodtheater gebouwd. Het huidige theater, in de typische stijl van de wederopbouw, is gebouwd in 1956 naar een ontwerp van architect L.W. Rosenkranz. Verschillende reliëfs en bijzondere metselelementen maken het gebouw tot een jong monument. Een wandschildering met onder andere de ‘scheldnamen’ van alle omliggende dorpen maakt ook de bovenfoyer zeer bezienswaardig.